# Alexandra Ștefania Uță
Alexandra Ștefania Uță (Râmnicu Vâlcea, 6 ottobre 2007) è un'ostacolista e velocista rumena.

## Record nazionali
Allievi (under 18)
- 400 metri ostacoli: 56"31 ( Maribor, 27 luglio 2023)
- Staffetta svedese: 2'06"13 ( Maribor, 29 luglio 2023)

## Progressione

### 400 metri ostacoli
| Stagione | Misura | Luogo              | Data      | Rank. Mond. |
| -------- | ------ | ------------------ | --------- | ----------- |
| 2025     | 55"55  | Tampere            | 9-8-2025  |             |
| 2024     | 57"75  | Slovenska Bistrica | 18-5-2024 |             |
| 2023     | 56"31  | Maribor            | 27-7-2023 |             |
| 2022     | 59"42  | Pitesti            | 29-5-2022 |             |

### 400 metri piani
| Stagione | Misura | Luogo    | Data      | Rank. Mond. |
| -------- | ------ | -------- | --------- | ----------- |
| 2025     | 53"45  | Craiova  | 7-6-2025  |             |
| 2024     | 53"58  | Bucarest | 22-6-2024 |             |
| 2023     | 52"42  | Craiova  | 23-6-2023 |             |
| 2022     | 55"30  | Bucarest | 9-7-2022  |             |
| 2021     | 56"54  | Pitesti  | 16-7-2021 |             |

## Palmarès
| Anno | Manifestazione | Sede            | Evento   | Risultato | Prestazione | Note                                                  |
| ---- | -------------- | --------------- | -------- | --------- | ----------- | ----------------------------------------------------- |
| 2023 | Europei U20    | Gerusalemme     | 400 m hs | Bronzo    | 57"02       | [ 1 ]                                                 |
| 2023 | Europei U20    | Gerusalemme     | 4x400 m  | 6ª        | 3'38"85     |                                                       |
| 2024 | Europei        | Roma            | 400 m hs | Batteria  | dnf         |                                                       |
| 2024 | Europei U18    | Banská Bystrica | 400 m hs | Batteria  | 1'02"09     |                                                       |
| 2025 | Europei U20    | Tampere         | 400 m hs | Oro       | 55"55       | Record dei campionati · Miglior prestazione personale |

## Campionati nazionali
- 2 volte campionessa rumena dei 400 metri ostacoli (2023, 2024)

2023
- 6ª ai campionati rumeni indoor (Bucarest), 60 m piani - 7"75
- Bronzo ai campionati rumeni (Craiova), 400 m piani - 53"29
- Oro ai campionati rumeni (Craiova), 400 m hs - 58"37

2024
- Oro ai campionati rumeni (Cluj-Napoca), 400 m hs - 58"19

2025
- 5ª ai campionati rumeni indoor (Bucarest), 60 m piani - 7"59
- 6ª ai campionati rumeni indoor (Bucarest), 60 m hs - 8"77

## Altre competizioni internazionali
2022
- Argento al Festival olimpico della gioventù europea ( Banská Bystrica), 400 m ostacoli - 59"65[2]
- 6ª al Festival olimpico della gioventù europea ( Banská Bystrica), Staffetta svedese - 2'13"10[3]

2023
- Argento al Festival olimpico della gioventù europea ( Maribor), 400 m ostacoli - 56"31
- Oro al Festival olimpico della gioventù europea ( Maribor), Staffetta svedese - 2'06"13

2024
- Oro ai campionati balcanici indoor ( Istanbul), 400 m piani - 54"6[4]
- Bronzo ai campionati balcanici ( Smirne), 400 m ostacoli - 57"77[5]
- Bronzo ai campionati balcanici ( Smirne), staffetta 4x400 m mista - 3'25"65

2025
- 5ª ai Campionati europei a squadre di atletica leggera ( Maribor), 400 metri ostacoli - 57"50
- Bronzo ai Campionati europei a squadre di atletica leggera ( Maribor), staffetta 4x400 metri mista - 3'14"71